# Kobe Shinbun

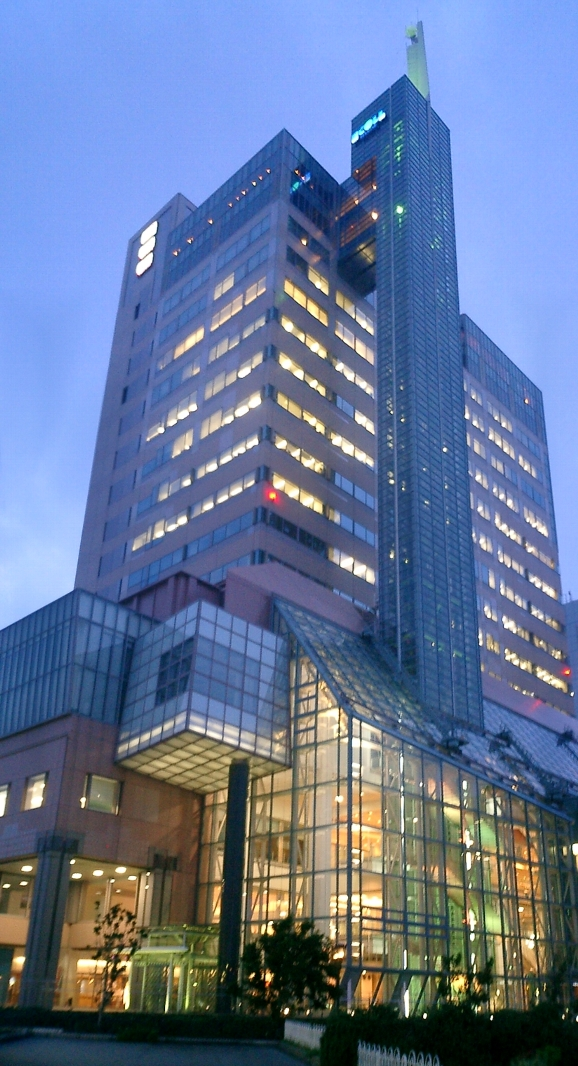
La sede del Kōbe Shimbum, Kōbe.

Il Kobe Shinbun (神戸新聞?) è un quotidiano giapponese pubblicato a Kōbe.
Venne fondato nel febbraio 1898 ed è un giornale di area liberale. Tra il 1956 ed il 1959 vi ha lavorato l'artista giapponese Tadanori Yokoo.